# Seznam dílů seriálu Panství Downton
Toto je seznam dílů seriálu Panství Downton. Britský dramatický televizní seriál Panství Downton odehrávající se mezi lety 1912 a 1926 premiérově vysílala britská stanice ITV od 26. září 2010 do 25. prosince 2015.

## Přehled řad
| Řada | Díly   | Premiéra ve VB | Premiéra ve VB                                 | Premiéra v ČR  | Premiéra v ČR                                          |
| Řada | Díly   | První díl      | Poslední díl                                   | První díl      | Poslední díl                                           |
| ---- | ------ | -------------- | ---------------------------------------------- | -------------- | ------------------------------------------------------ |
| 1    | 7      | 26. září 2010  | 7. listopadu 2010                              | 4. ledna 2012  | 15. února 2012                                         |
| 2    | 8 (+1) | 18. září 2011  | 6. listopadu 2011 25. prosince 2011 (speciál)  | 22. února 2012 | 11. dubna 2012 18. a 25. dubna 2012 (speciál)          |
| 3    | 8 (+1) | 16. září 2012  | 4. listopadu 2012 25. prosince 2012 (speciál)  | 5. září 2013   | 24. října 2013 31. října a 7. listopadu 2013 (speciál) |
| 4    | 8 (+1) | 22. září 2013  | 10. listopadu 2013 25. prosince 2013 (speciál) | 5. září 2014   | 24. října 2014 31. října a 7. listopadu 2014 (speciál) |
| 5    | 8 (+1) | 21. září 2014  | 9. listopadu 2014 25. prosince 2014 (speciál)  | 4. září 2015   | 23. října 2015 30. října a 6. listopadu 2015 (speciál) |
| 6    | 8 (+1) | 20. září 2015  | 8. listopadu 2015 25. prosince 2015 (speciál)  | 21. dubna 2017 | 16. června 2017 23. června a 30. června 2017 (speciál) |

## Seznam dílů

### První řada (2010)
| Č. v seriálu | Č. v řadě | Původní název | Český název         | Režie          | Scénář                               | Premiéra ve VB    | Premiéra v ČR  |
| ------------ | --------- | ------------- | ------------------- | -------------- | ------------------------------------ | ----------------- | -------------- |
| 1            | 1         | Episode One   | Panství Downton 1/7 | Brian Percival | Julian Fellowes                      | 26. září 2010     | 4. ledna 2012  |
| 2            | 2         | Episode Two   | Panství Downton 2/7 | Ben Bolt       | Julian Fellowes                      | 3. října 2010     | 11. ledna 2012 |
| 3            | 3         | Episode Three | Panství Downton 3/7 | Ben Bolt       | Julian Fellowes                      | 10. října 2010    | 18. ledna 2012 |
| 4            | 4         | Episode Four  | Panství Downton 4/7 | Brian Kelly    | Julian Fellowes a Shelagh Stephenson | 17. října 2010    | 25. ledna 2012 |
| 5            | 5         | Episode Five  | Panství Downton 5/7 | Brian Kelly    | Julian Fellowes                      | 24. října 2010    | 1. února 2012  |
| 6            | 6         | Episode Six   | Panství Downton 6/7 | Brian Percival | Julian Fellowes a Tina Pepler        | 31. října 2010    | 8. února 2012  |
| 7            | 7         | Episode Seven | Panství Downton 7/7 | Brian Percival | Julian Fellowes                      | 7. listopadu 2010 | 15. února 2012 |

### Druhá řada (2011)
| Č. v seriálu | Č. v řadě | Původní název | Český název            | Režie         | Scénář          | Premiéra ve VB    | Premiéra v ČR   |
| ------------ | --------- | ------------- | ---------------------- | ------------- | --------------- | ----------------- | --------------- |
| 8            | 1         | Episode One   | Panství Downton II 1/8 | Ashley Pearce | Julian Fellowes | 18. září 2011     | 22. února 2012  |
| 9            | 2         | Episode Two   | Panství Downton II 2/8 | Ashley Pearce | Julian Fellowes | 25. září 2011     | 29. února 2012  |
| 10           | 3         | Episode Three | Panství Downton II 3/8 | Andy Goddard  | Julian Fellowes | 2. října 2011     | 7. března 2012  |
| 11           | 4         | Episode Four  | Panství Downton II 4/8 | Brian Kelly   | Julian Fellowes | 9. října 2011     | 14. března 2012 |
| 12           | 5         | Episode Five  | Panství Downton II 5/8 | Brian Kelly   | Julian Fellowes | 16. října 2011    | 21. března 2012 |
| 13           | 6         | Episode Six   | Panství Downton II 6/8 | Andy Goddard  | Julian Fellowes | 23. října 2011    | 28. března 2012 |
| 14           | 7         | Episode Seven | Panství Downton II 7/8 | James Strong  | Julian Fellowes | 30. října 2011    | 4. dubna 2012   |
| 15           | 8         | Episode Eight | Panství Downton II 8/8 | James Strong  | Julian Fellowes | 6. listopadu 2011 | 11. dubna 2012  |

| Č. v seriálu | Původní název              | Český název     | Režie          | Scénář          | Premiéra ve VB    | Premiéra v ČR                |
| ------------ | -------------------------- | --------------- | -------------- | --------------- | ----------------- | ---------------------------- |
| 16           | Christmas at Downton Abbey | Vánoční speciál | Brian Percival | Julian Fellowes | 25. prosince 2011 | 18. dubna 201225. dubna 2012 |

### Třetí řada (2012)
| Č. v seriálu | Č. v řadě | Původní název | Český název             | Režie          | Scénář          | Premiéra ve VB    | Premiéra v ČR  |
| ------------ | --------- | ------------- | ----------------------- | -------------- | --------------- | ----------------- | -------------- |
| 17           | 1         | Episode One   | Panství Downton III 1/8 | Brian Percival | Julian Fellowes | 16. září 2012     | 5. září 2013   |
| 18           | 2         | Episode Two   | Panství Downton III 2/8 | Brian Percival | Julian Fellowes | 23. září 2012     | 12. září 2013  |
| 19           | 3         | Episode Three | Panství Downton III 3/8 | Andy Goddard   | Julian Fellowes | 30. září 2012     | 19. září 2013  |
| 20           | 4         | Episode Four  | Panství Downton III 4/8 | Andy Goddard   | Julian Fellowes | 7. října 2012     | 26. září 2013  |
| 21           | 5         | Episode Five  | Panství Downton III 5/8 | Jeremy Webb    | Julian Fellowes | 14. října 2012    | 3. října 2013  |
| 22           | 6         | Episode Six   | Panství Downton III 6/8 | Jeremy Webb    | Julian Fellowes | 21. října 2012    | 10. října 2013 |
| 23           | 7         | Episode Seven | Panství Downton III 7/8 | David Evans    | Julian Fellowes | 28. října 2012    | 17. října 2013 |
| 24           | 8         | Episode Eight | Panství Downton III 8/8 | David Evans    | Julian Fellowes | 4. listopadu 2012 | 24. října 2013 |

| Č. v seriálu | Původní název              | Český název        | Režie        | Scénář          | Premiéra ve VB    | Premiéra v ČR                   |
| ------------ | -------------------------- | ------------------ | ------------ | --------------- | ----------------- | ------------------------------- |
| 25           | A Journey to the Highlands | Vánoční speciál II | Andy Goddard | Julian Fellowes | 25. prosince 2012 | 31. října 20137. listopadu 2013 |

### Čtvrtá řada (2013)
| Č. v seriálu | Č. v řadě | Původní název | Český název            | Režie              | Scénář          | Premiéra ve VB     | Premiéra v ČR  |
| ------------ | --------- | ------------- | ---------------------- | ------------------ | --------------- | ------------------ | -------------- |
| 26           | 1         | Episode One   | Panství Downton IV 1/8 | David Evans        | Julian Fellowes | 22. září 2013      | 5. září 2014   |
| 27           | 2         | Episode Two   | Panství Downton IV 2/8 | David Evans        | Julian Fellowes | 29. září 2013      | 12. září 2014  |
| 28           | 3         | Episode Three | Panství Downton IV 3/8 | Catherine Morshead | Julian Fellowes | 6. října 2013      | 19. září 2014  |
| 29           | 4         | Episode Four  | Panství Downton IV 4/8 | Catherine Morshead | Julian Fellowes | 13. října 2013     | 26. září 2014  |
| 30           | 5         | Episode Five  | Panství Downton IV 5/8 | Philip John        | Julian Fellowes | 20. října 2013     | 3. října 2014  |
| 31           | 6         | Episode Six   | Panství Downton IV 6/8 | Philip John        | Julian Fellowes | 27. října 2013     | 10. října 2014 |
| 32           | 7         | Episode Seven | Panství Downton IV 7/8 | Ed Hall            | Julian Fellowes | 3. listopadu 2013  | 17. října 2014 |
| 33           | 8         | Episode Eight | Panství Downton IV 8/8 | Ed Hall            | Julian Fellowes | 10. listopadu 2013 | 24. října 2014 |

| Č. v seriálu | Původní název     | Český název         | Režie    | Scénář          | Premiéra ve VB    | Premiéra v ČR                   |
| ------------ | ----------------- | ------------------- | -------- | --------------- | ----------------- | ------------------------------- |
| 34           | The London Season | Vánoční speciál III | Jon East | Julian Fellowes | 25. prosince 2013 | 31. října 20147. listopadu 2014 |

### Pátá řada (2014)
| Č. v seriálu | Č. v řadě | Původní název | Český název           | Režie              | Scénář          | Premiéra ve VB    | Premiéra v ČR  |
| ------------ | --------- | ------------- | --------------------- | ------------------ | --------------- | ----------------- | -------------- |
| 35           | 1         | Episode One   | Panství Downton V 1/8 | Catherine Morshead | Julian Fellowes | 21. září 2014     | 4. září 2015   |
| 36           | 2         | Episode Two   | Panství Downton V 2/8 | Catherine Morshead | Julian Fellowes | 28. září 2014     | 11. září 2015  |
| 37           | 3         | Episode Three | Panství Downton V 3/8 | Catherine Morshead | Julian Fellowes | 5. října 2014     | 18. září 2015  |
| 38           | 4         | Episode Four  | Panství Downton V 4/8 | Minkie Spiro       | Julian Fellowes | 12. října 2014    | 25. září 2015  |
| 39           | 5         | Episode Five  | Panství Downton V 5/8 | Minkie Spiro       | Julian Fellowes | 19. října 2014    | 2. října 2015  |
| 40           | 6         | Episode Six   | Panství Downton V 6/8 | Philip John        | Julian Fellowes | 26. října 2014    | 9. října 2015  |
| 41           | 7         | Episode Seven | Panství Downton V 7/8 | Philip John        | Julian Fellowes | 2. listopadu 2014 | 16. října 2015 |
| 42           | 8         | Episode Eight | Panství Downton V 8/8 | Michael Engler     | Julian Fellowes | 9. listopadu 2014 | 23. října 2015 |

| Č. v seriálu | Původní název      | Český název        | Režie        | Scénář          | Premiéra ve VB    | Premiéra v ČR                   |
| ------------ | ------------------ | ------------------ | ------------ | --------------- | ----------------- | ------------------------------- |
| 43           | A Moorland Holiday | Vánoční speciál IV | Minkie Spiro | Julian Fellowes | 25. prosince 2014 | 30. října 20156. listopadu 2015 |

### Šestá řada (2015)
| Č. v seriálu | Č. v řadě | Původní název | Český název            | Režie          | Scénář          | Premiéra ve VB    | Premiéra v ČR   |
| ------------ | --------- | ------------- | ---------------------- | -------------- | --------------- | ----------------- | --------------- |
| 44           | 1         | Episode One   | Panství Downton VI 1/8 | Minkie Spiro   | Julian Fellowes | 20. září 2015     | 21. dubna 2017  |
| 45           | 2         | Episode Two   | Panství Downton VI 2/8 | Minkie Spiro   | Julian Fellowes | 27. září 2015     | 28. dubna 2017  |
| 46           | 3         | Episode Three | Panství Downton VI 3/8 | Philip John    | Julian Fellowes | 4. října 2015     | 5. května 2017  |
| 47           | 4         | Episode Four  | Panství Downton VI 4/8 | Philip John    | Julian Fellowes | 11. října 2015    | 12. května 2017 |
| 48           | 5         | Episode Five  | Panství Downton VI 5/8 | Philip John    | Julian Fellowes | 18. října 2015    | 19. května 2017 |
| 49           | 6         | Episode Six   | Panství Downton VI 6/8 | Michael Engler | Julian Fellowes | 25. října 2015    | 26. května 2017 |
| 50           | 7         | Episode Seven | Panství Downton VI 7/8 | David Evans    | Julian Fellowes | 1. listopadu 2015 | 9. června 2017  |
| 51           | 8         | Episode Eight | Panství Downton VI 8/8 | David Evans    | Julian Fellowes | 8. listopadu 2015 | 16. června 2017 |

| Č. v seriálu | Původní název | Český název       | Režie          | Scénář          | Premiéra ve VB    | Premiéra v ČR                  |
| ------------ | ------------- | ----------------- | -------------- | --------------- | ----------------- | ------------------------------ |
| 52           | The Finale    | Vánoční speciál V | Michael Engler | Julian Fellowes | 25. prosince 2015 | 23. června 201730. června 2017 |